# Mathieu Molé
Mathieu Molé, född 1584, död 1656, var en fransk statsman. Han var anfader till Louis Molé.

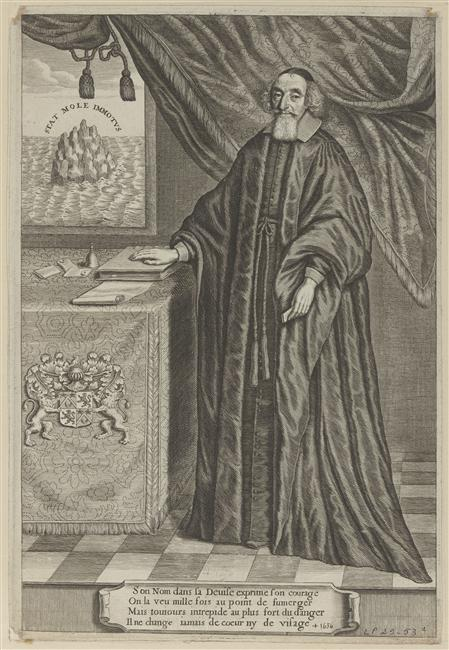
Mathieu Molé.

Molé var liksom sin far och farfar en tid "conseiller" vid parlamentet i Paris, utnämndes 1614 till generalprokurator, 1641 till förste president vid nämnda parlament och 1650 till sigillbevarare. Under fronden (1648-1652) och andra partistrider på denna oroliga tid värnade Molé med orubblig fasthet parlamentets självständighet och värdighet samt ådagalade vid flera tillfällen det största personliga mod. En kort tid avlägsnad från makten, blev Molé likväl snart åter sigillbevarare samt behöll detta ämbete till sin död. Hans memoarer utgavs i Paris 1854-1856 av Champollion-Figeac.